# Jed Rees

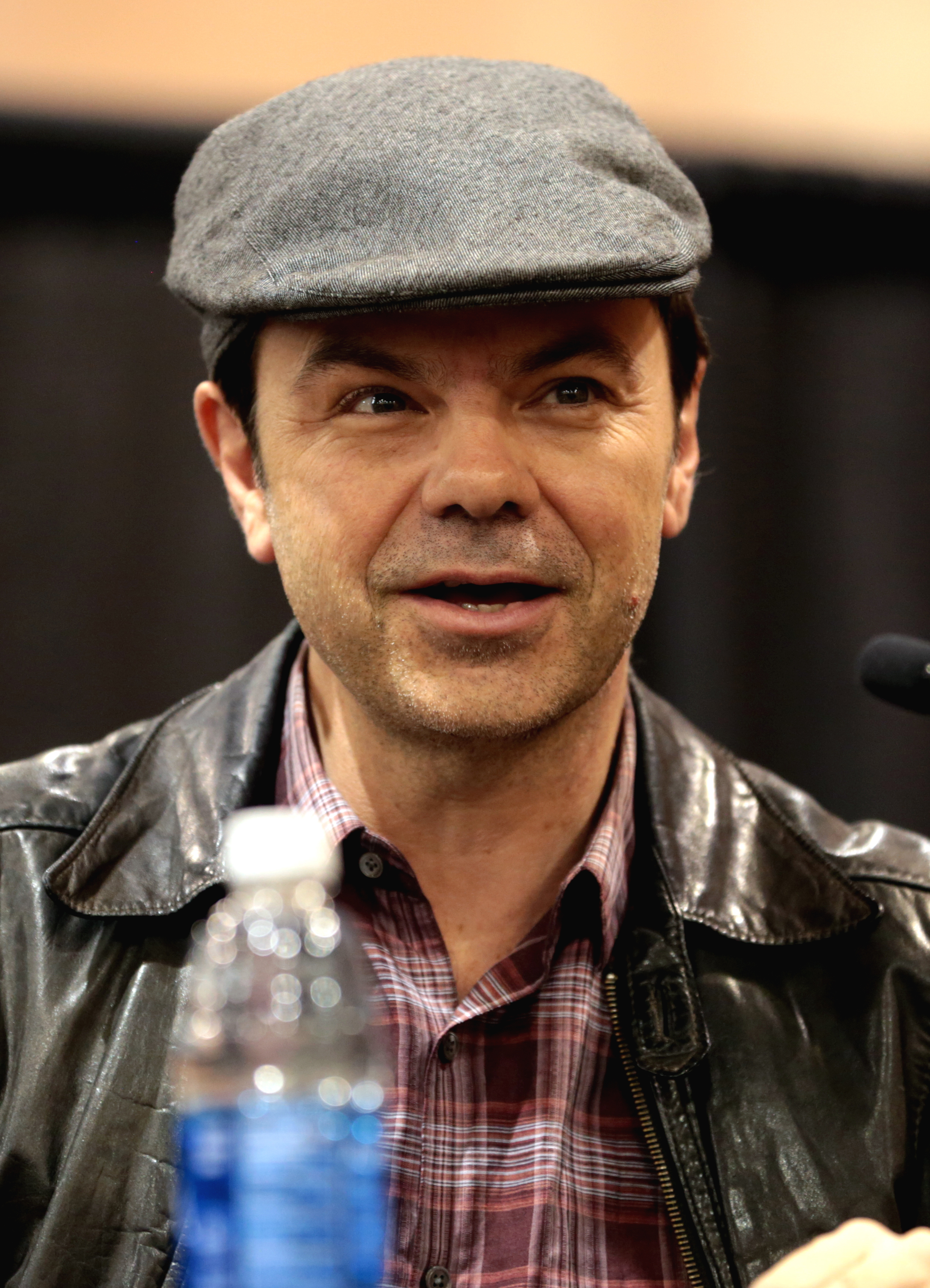
Jed Rees (2017)

Jed Rees (* 8. März 1970 in Vancouver, British Columbia) ist ein kanadischer Schauspieler, bekannt durch seine Rollen aus Filmen wie Galaxy Quest – Planlos durchs Weltall und Deadpool.

## Leben und Karriere
Jed Rees wurde in der kanadischen Großstadt Vancouver geboren, wo er auch aufwuchs. Nach der Schule verließ er sein Heimatland und ging für zwei Jahre nach New York City, wo er Theater studierte.
Seit 1990 ist er als Schauspieler aktiv. Seine erste Rolle übernahm er in der Serie Neon Rider. 1994 war er in dem Film Jeder mit jedem zu sehen. Bevor er die wiederkehrende Rolle des Peevey in der Serie Lederstrumpf. Es folgten einige Gastauftritte in Serie wie Akte X – Die unheimlichen Fälle des FBI, Viper und Das Netz – Todesfalle Internet.
1999 spielte Rees die Rolle des Teb im Film Galaxy Quest – Planlos durchs Weltall. Es folgten weitere Rollen in Elizabethtown und im Jahre 2016 Deadpool. In letzteren, einer Art Superheldenfilm-Parodie, spielte er die Rolle eines Rekrutierers. Der Film wurde zu Großteilen in seiner Geburtsstadt gedreht.
In jüngerer Vergangenheit übernahm Rees vermehrt Gastrollen in US-Serien wie Ghost Whisperer – Stimmen aus dem Jenseits, Masters of Sex, Pretty Little Liars oder Navy CIS.

## Filmografie (Auswahl)
- 1990–1992: Neon Rider (Fernsehserie, 2 Episoden)
- 1991: 21 Jump Street – Tatort Klassenzimmer (21 Jump Street, Fernsehserie, Episode 5x17)
- 1994: Jeder mit jedem (Sleeping with Strangers)
- 1994–1995: Lederstrumpf (Hawkeye, Fernsehserie, 13 Episoden)
- 1996: Bomben in Seattle (The Final Cut)
- 1996: Fear – Wenn Liebe Angst macht (Fear)
- 1996: Urban Safari
- 1997: Akte X – Die unheimlichen Fälle des FBI (The X-Files, Fernsehserie, Episode 4x19)
- 1997: Viper (Fernsehserie, Episode 2x02)
- 1998: Das Netz – Todesfalle Internet (The Net, Fernsehserie, Episode 1x08)
- 1999: The Crow – Die Serie (The Crow: Stairway to Heaven, Fernsehserie, Episode 1x16)
- 1999: Daydrift
- 1999: Galaxy Quest – Planlos durchs Weltall (Galaxy Quest)
- 2001–2004: The Chris Isaak Show (Fernsehserie, 47 Episoden)
- 2002: Men with Brooms
- 2002: Twilight Zone (Fernsehserie, Episode 1x23)
- 2003: Luck
- 2005: Elizabethtown
- 2005: Ghost Whisperer – Stimmen aus dem Jenseits (Ghost Whisperer, Fernsehserie, Episode 1x12)
- 2005: Dabei sein ist alles (The Ringer)
- 2007: CSI: Vegas (CSI: Crime Scene Investigation, Fernsehserie, Episode 7x11)
- 2008: News Movie (The Onion Movie)
- 2008: Chuck (Fernsehserie, Episode 2x11)
- 2010: Cold Case – Kein Opfer ist je vergessen (Cold Case, Fernsehserie, Episode 7x21)
- 2010: The Con Artist
- 2013: Family Guy (Stimme, Fernsehserie, Episode 11x02)
- 2013: Pretty Little Liars (Fernsehserie, 2 Episoden)
- 2014: Masters of Sex (Fernsehserie, Episode 2x01)
- 2014: Das Date Gewitter (Hit by Lightning)
- 2015: Navy CIS (NCIS, Fernsehserie, Episode 12x18)
- 2016: Deadpool
- 2016: Castle (Fernsehserie, Episode 8x22)
- 2016: Dark Harvest
- 2016: Navy CIS: L.A. (NCIS: L.A., Fernsehserie, Episode 8x07)
- 2017: Bones – Die Knochenjägerin (Bones, Fernsehserie, Episode 12x02)
- 2017: Barry Seal: Only in America (American Made)
- 2018: Puppy Star Christmas
- 2019: Welpenakademie (Pup Academy, Fernsehserie, 2 Episoden)
- 2020: Liebe garantiert (Love, Guaranteed)
- 2021: Maid (Miniserie, Episode 1x03)
- 2021–2022: Die geheime Benedict-Gesellschaft (The Mysterious Benedict Society, Fernsehserie, 7 Episoden)
- 2022: Charmed (Fernsehserie)
- 2023: The Rookie (Fernsehserie, Episode 5x08)
- 2024: Tracker (Fernsehserie, 1 Episode)